# Synagoge (Tukums)

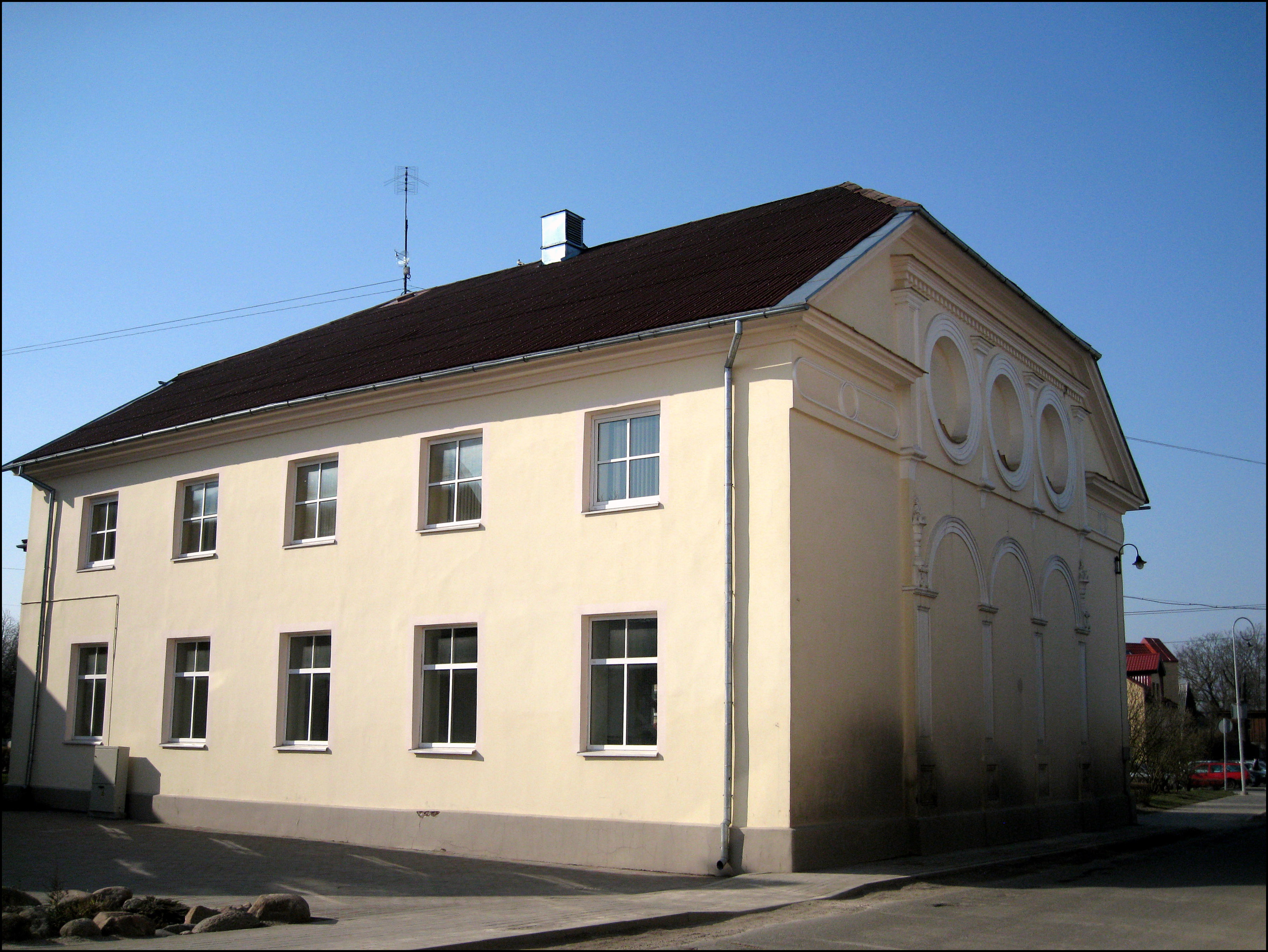
Synagoge in Tukums (2008)

Die Synagoge in Tukums (deutsch Tuckum), einer Stadt im westlichen Lettland, wurde 1866 errichtet. Die profanierte Synagoge mit der Adresse Elizabetes, 8 wurde nach dem Zweiten Weltkrieg umgebaut. 
Durch den Überfall auf die Sowjetunion vom 22. Juni 1941 kam das gesamte Gebiet Lettlands bis zum 8. Juli 1941 in den Machtbereich des nationalsozialistischen Deutschlands. Damit begann die Vernichtung fast der kompletten dort ansässigen jüdischen Bevölkerung. 
Am Giebel des Gebäudes erinnern drei Rundbögen und drei Rundfenster an die Nutzung als Synagoge.